# Lavapiés metróállomás
Lavapiés metróállomás Spanyolország fővárosában, Madridban a madridi metró 3-as vonalán.

## Metróvonalak
Az állomást az alábbi metróvonalak érintik:
- 3-as metróvonal

## Kapcsolódó állomások
A metróállomáshoz az alábbi állomások vannak a legközelebb:
- Sol (Moncloa, 3-as metróvonal)
- Embajadores (Villaverde Alto, 3-as metróvonal)